# Provinsen Posen
Posen var åren 1848–1919 en preussisk provins som begränsades i öster av ryska Polen, i norr, väster och söder av de preussiska provinserna Västpreussen, Brandenburg och Schlesien, 28 992 km². Provinsialregeringens säte var staden Posen (polska: Poznań).

## Geografi
Provinsen var övervägande slättland med 80–120 m höjd över havet, med många sumpiga, sandiga och skogiga sträckor samt en mängd små sjöar och dammar. I norr stöter den delvis till den där tämligen brant ned mot Netzedalen stupande baltiska landåsen, i söder har den några framskjutande upphöjningar av den schlesiska landåsen. Egentliga berg saknades med undantag av Ostra Gora nära polska gränsen söder om Warthe (284 m). Större delen av provinsen tillhörde Oders flodområde, dess biflod Warthe var provinsens huvudflod. Andra till en del flott- och segelbara floder var Warthes bifloder Prosna, Obra, Welna och Netze, Oders biflod Orla samt Brahe, biflod till Weichsel, som själv berörde provinsen i dess nordöstligaste del. Sjöarna upptog en areal på 330 km2. Utom den för förbindelsen mellan Weichsel och Oder högst viktiga, 1773-74 anlagda Bromberg-kanalen (26 km. utom de kanaliserade Netze och Brahe) och några kanaliserade flodsträckor fanns inga segelbara kanaler.
År 1910 utgjordes befolkningen av 2 099 831 personer, varav med avseende på religionen 31% lutheraner, 67% romerska katoliker och 1,26% judar och med avseende på språket 38,1% tyskar och nära 61% polska katoliker (bosatta i övre Warthedalen), varför Posen bland Preussens provinser näst Rhenprovinsen hade den relativt största katolska befolkningen och hade även större polsk befolkning än någon annan provins. Posen hade 131 städer, varav endast 9 med mer än 10 000 invånare vardera. (Se Orter i Posen.)
Till följd av den polska nationalitetens allt starkare ställning upprättade Preussens regering och lantdag genom en lag av den 28 april 1886 en så kallad kolonisationskommission, vilken hade till syfte att hävda den tyska nationalitetens ställning. Denna kommission tilldelades stora ekonomiska resurser för inköp av polsk jordegendom, som sedan i mindre lotter på förmånliga villkor skulle säljas eller utarrenderas till tyska bönder och arbetare. Denna kommission, som hade sitt säte i staden Bromberg, då dess verksamhet omfattade även Västpreussen, upplöstes 1909.

## Näringsliv
Huvudnäringen var jordbruk, som 1907 sysselsatte 54,2 procent av befolkningen, medan industri och bergsbruk sysselsatte 23,4 procent, handel och samfärdsel 8,7 procent.
Av arealen upptogs 60,8 procent av åker och trädgårdsjord. Största åkerarealen var 1912 använd för rågodling, närmast följde havre och potatis. Även sockerbetor odlas i stor utsträckning. Vin odlades i sydvästligaste delen vid Bomst. De stora jordagodsen var övervägande. God och bördig jord fanns i Warthe- och Netze-dalarna och i de genom avdikning och torrläggning för ordning vunna kärrmarkerna, huvudsakligen således i mellersta och östra delarna av provinsen. Sandiga och mindre bördiga trakter var övervägande vid schlesiska och brandenburgska gränsen. Boskapsskötseln var likaledes av stor betydelse.
Landets metalliska tillgångar utgöras av brunkol, salt, gips, kalk etc. Industrin (1907 sysselsattes i 46 338 företag 162 115 personer) är av jämförelsevis liten betydelse: dess viktigaste grenar var sockertillverkning (i 20 fabriker 1910-11), bryggerier (110) och brännerier (564), stora tegelbruk, tobaksfabriker samt en del maskinverkstäder och textilfabriker. 

## Förvaltning
I administrativt hänseende var landet delat i 2 regeringsområden: Posen, 17 530 km², 1 335 884 invånare (24,6 procent evangeliska, 73,9 procent katoliker och 1,25 procent judar) med 28 kretsar och Bromberg, 11 462 km², 763 947 invånare (41,5 procent evangeliska lutheraner, 56,8 procent katoliker, 1,25 procent judar) med 14 kretsar.
Till tyska riksdagen sände provinsen 15 ledamöter. I Preussens andra kammare var Posen representerat av 29 ombud. Militäriskt hör det till 5:e armékåren. Jämte westpreussiska kretsen Deutsch Krone hör Posen under Oberlandesgericht i Posen, under vilken sorterade 7 Landgerichte och 61 Amtsgerichte. Uppsikten över den evangeliska landskyrkan utövades av ett konsistorium i Posen. Katolikerna löd under de för alltid förenade, men med särskilda metropolitankapitel försedda ärkebiskopsstiften Posen och Gnesen. En del av regeringsområdet Bromberg löd under den gnesenska suffraganbiskopen i Kulm. Provinsialregeringens säte var staden Posen.

## Historia
Posen var före 1700-talet en del av kungariket Polen. Vid dettas första delning (1772) kom det så kallade Netzedistriktet och 1793 den södra delen (som därefter kallades Sydpreussen) till Preussen. Åren 1807–1815 tillhörde Posen Hertigdömet Warszawa och därefter blev det en preussisk provins (1815–1848: Storhertigdömet Posen, ty. Großherzogtum Posen). Efter Tysklands förening 1871 försökte tyska regeringen förtyska provinsen Posen, som hade en stor befolkning. 1894 bildades Deutscher Ostmarkenverein som var en preussisk-nationalistisk organisation som hade som syfte att värna tyskarnas politiska och ekonomiska företrädesrättigheter i Ostmark gentemot polackerna.
Efter Tysklands nederlag i första världskriget 1918 avträddes Posen till största delen Polen, där det bildade vojvodskapet Poznań med 26 603 km². Den del, som förblev tysk, förenades med resten av Västpreussen till provinsen Grenzmark Posen-Westpreussen. Under andra världskriget erövrade Nazityskland de territorier i Posen som avträtts till Polen i Versaillesfreden och bildade "Reichsgau Wartheland", där den officiella politiken var att utplåna det polska folkelementet i området.
Efter Nazitysklands nederlag i andra världskriget 1945 återgick området till Polen och den tyska minoritetsbefolkningen fördrevs.